# Tiberiu Agoston
Tiberiu Agoston (n. 5 decembrie 1976, Gheorghe Gheorghiu-Dej, Bacău, România) este un fost atlet român, specializat la proba de săritură cu prăjina.

## Carieră
Moștenind talentul sportiv de la părinții săi Mihai și Nicoleta, tatăl gimnast, mama handbalistă, Tiberiu Agoston deține peste 20 titluri naționale la diferite categorii dar și recordul național la săritură cu prăjina, sărind 5,61 m în sală (5 martie 2001, Toulouse, Franța) și 5,50 m în aer liber (13 iunie 2003 Pierre Benite, Franța și 28 august 2003 Daegu, Coreea de Sud), depășindu-l astfel pe Răzvan Enescu. A cucerit medalia de bronz la Campionatele Mondiale Universitare din 2003 Daegu, Coreea de Sud. Până în prezent, niciun alt atlet român nu a reușit să-i doboare recordul.
S-a retras din activitate în 2009, actualmente fiind antrenor la CSM București și profesor la Liceul Francez „Anna de Noailles” din București. Din 2007 este inițiatorul unor demonstrații de săritură cu prăjina în spațiu neconvențional, organizând astfel de evenimente pentru a promova sportul în rândul tinerilor, în diferite locații din țară (peluza Teatrului Național din piața Universității, Bulevadul Kiseleff, parcarea Carrefour Băneasa, plaja din Eforie, Parcul Mogoșoaia). La prima ediție în 2007, organizată în fața Teatrului Național din București, francezul Jean Galfione, fost campion olimpic la Atlanta în 1996, a onorat invitația făcută de Agoston, și a încântat întreaga asistență prin evoluția sa, deși era proaspăt retras din activitatea competițională.
În 2004 el a primit Medalia „Meritul Sportiv” clasa a II-a.